# Rödelwitz
Rödelwitz ist ein Ortsteil der Gemeinde Uhlstädt-Kirchhasel im Landkreis Saalfeld-Rudolstadt in Thüringen. 
Im Ort leben ca. 70 Einwohner. In Rödelwitz gibt es den Musikverein "Rödelwitzer Musikanten", sowie die "Hexentaler". 1,2 km von Rödelwitz entfernt auf dem "Schlossberg" steht die Burgruine Schauenforst.

## Geographie
Rödelwitz liegt im nördlichen Teil der Gemeinde zwischen Zeutsch und Großkochberg. Es ist am Hang des Kirchberges und im Tal Hexengrund gelegen. In unmittelbarer Nähe befindet sich ein kleiner Stausee, die Talsperre Engerda.

## Geschichte
Die urkundliche Ersterwähnung von Rödelwitz fand am 16. Februar 1084 statt.
Eine Wallanlage oberhalb der Burg Schauenforst hat eine Grundfläche von 40 m × 35 m. Scherbenfunde weisen auf eine hoch- bis spätmittelalterliche Nutzung hin. Die Befestigung hatte wohl auch eine Sicherungsfunktion für die vorbeiführende Hohe Straße und könnte eine Außenanlage der Burg Schauenforst gewesen sein.
Der Ort gehörte von 1826 bis 1920 als Exklave zu Sachsen-Meiningen.
Vom 1. Juli 1950 bis zum 30. November 1990 gehörte Rödelwitz zur Gemeinde Dorndorf und hatte am 31. Dezember 1990 88 Einwohner auf einer Fläche von 437 ha.
Von 1991 bis 2002 gehörte der Ort der Verwaltungsgemeinschaft Uhlstädt an. Mit Auflösung dieser am 1. Juli 2002 bildete Rödelwitz mit zehn weiteren Gemeinden die neue Gemeinde Uhlstädt-Kirchhasel.

## Kultur und Sehenswürdigkeiten
Sehenswert ist die Burgruine Schauenforst, mitten im Wald, mit einem 18 m hohen Turm und einer Baude.
Alljährlich findet im Juli das Schauenforstfest statt. Der Turm ist besteigbar und bietet eine herrliche Aussicht auf die umliegenden Dörfer.
In der Nähe des Schauenforstes liegt die Hohe Straße, ein alter Handelsweg, der von Neckeroda über den Spaal (eine kleine Ansammlung von Steinkreuzen, an der alljährlich zu Pfingsten ein Waldgottesdienst der umliegenden Gemeinden stattfindet) bis nach Orlamünde führt. Westlich des Ortes direkt an der Straße befindet sich das „Fliegergrab“, die Gedenkstätte an einen am 21. November 1944 bei einem Luftkampf abgeschossenen deutschen Jagdflieger.
→ Siehe auch Dorfkirche Rödelwitz
Bilder vom Ort aus verschiedenen Perspektiven:

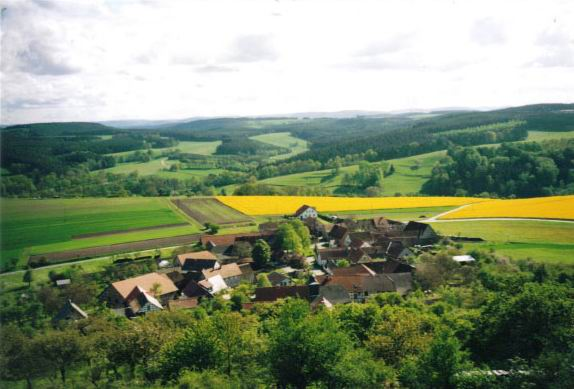
Rödelwitz vom Kirchberg aus betrachtet (in südliche Richtung)
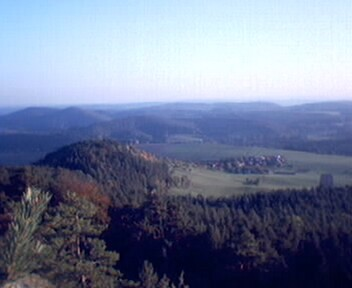
Blick vom Schanzen (von Norden aus) gesehen
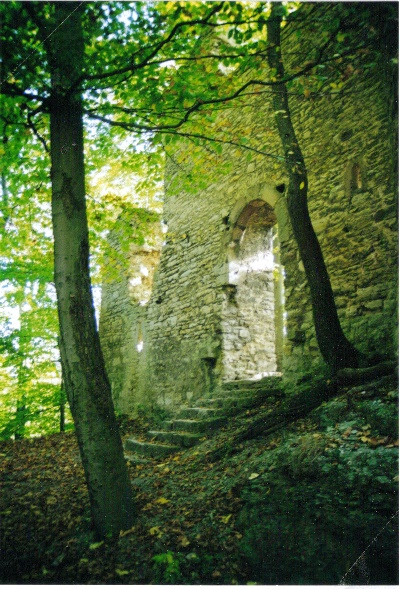
Burgtor des Schauenforstes an dem ehemals die Zugbrücke angebracht war
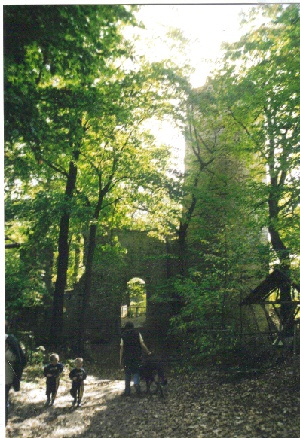
Blick auf das Burgtor und den Turm des Schauenforstes